# Пощенски код
Пощенският код е комбинация от цифри и понякога букви, добавяни към пощенския адрес, с които се означава (кодира) даден район с цел улесняване на сортирането и разпространяването на пощата.
Пощенският район се обслужва от отделен пощенски клон, като може да обхваща само част от град, отделно населено място или няколко населени места.
В отделните страни системите на пощенските кодове са различни.
Пощенският код е въведен в България от 1 януари 1975 г. Представлява 4-цифрено число (например 1000 е кодът на центъра на София). Първата цифра на кода означава областта (когато страната е имала само 9 области).
Във Франция и Германия кодът е от 5 цифри (може да започва с нула). Кодът в САЩ се състои от 2 букви за всеки щат (вижте Списък с пощенските кодове на щатите в САЩ) и 5 или 9 цифри (вижте ZIP кодове).
Пощенският код (наречен индекс) се въвежда за пръв път в СССР на територията на Съветска Украйна през 1932 г., като се състои от 3 групи знаци (по модела число-буква-число) със следното значение: с първото число се означава населеното място, с буквата се означава съюзната република (напр. „У“ за Украйна), а второто число означава пощенския клон. Например пощенският код на пощенски клон 10 в Киев е 12У10. Системата се ползва до 1939 г.; заменена е от 6-цифрен код (също наречен индекс).